# Ludovico Brea

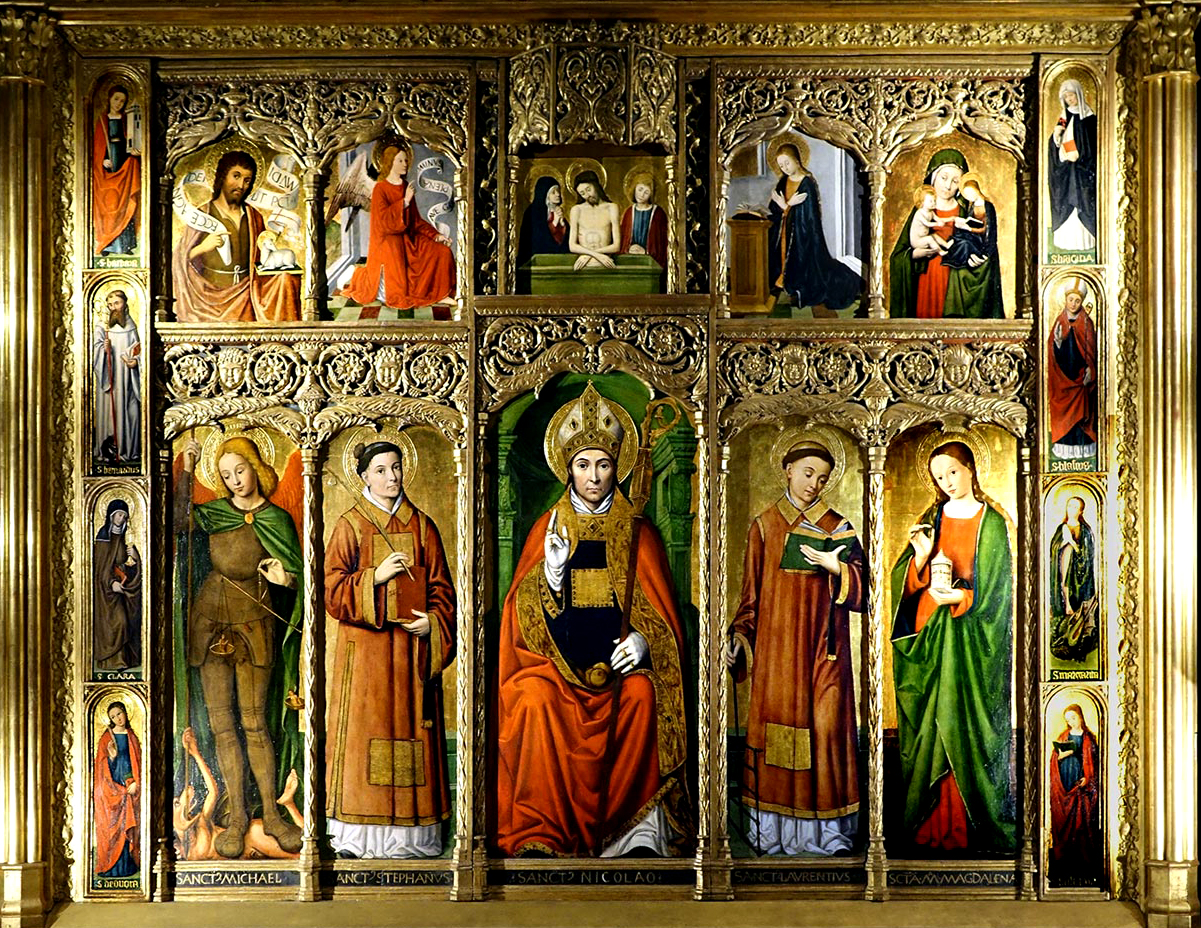
Polittico di san Nicola, Cattedrale di Monaco

Ludovico Brea (Nizza, 1450 circa – 1522-1525 circa) è stato un pittore italiano rinascimentale, attivo soprattutto nel ponente ligure ed a Genova.

## Biografia

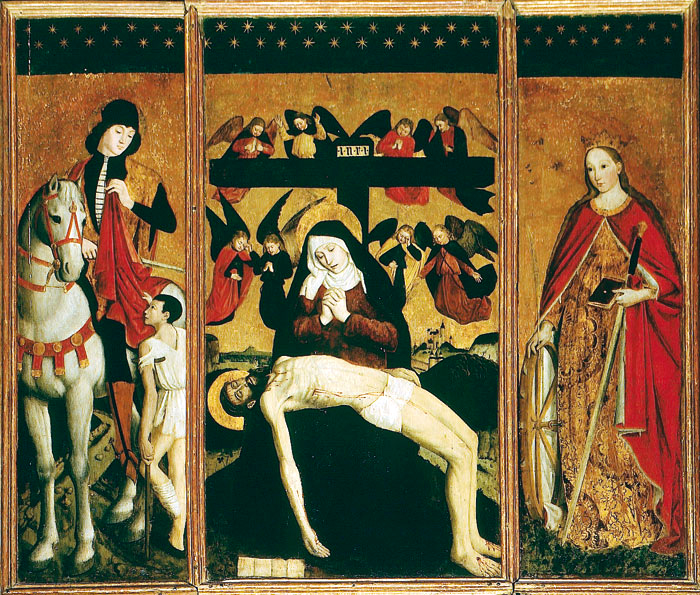
Pietà fra i santi Martino e Caterina d'Alessandria (1475), Monastero di Cimiez (Nizza)

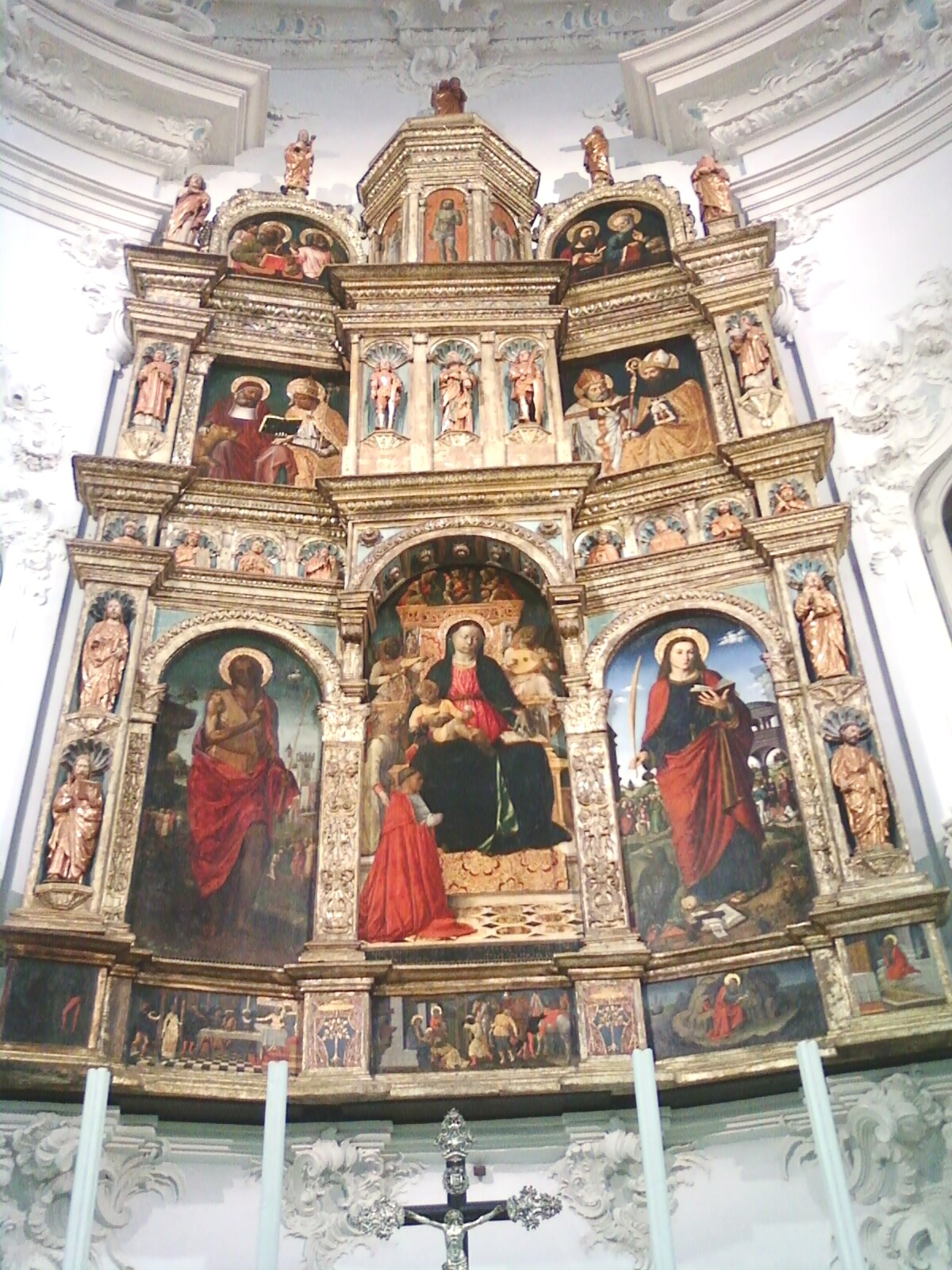
Ludovico Brea e Vincenzo Foppa, Pala d'altare della distrutta cattedrale di Savona

Nato da una famiglia di artigiani bottai attivi a Nizza (forse originari di Montalto Ligure) e sposatosi con Antonietta Calholi, Brea intraprese l'attività artistica di pittore operando prevalentemente in Liguria e segnatamente nel Ponente per i 
Domenicani di Taggia, ove produsse numerose pale d'altare che risentono stilisticamente di influenze lombarde e fiamminghe. Altre opere significative si trovano in tutta la riviera da Monaco a Mentone, da Taggia a Imperia, da Savona a Genova. Fu influenzato sia dai coevi maestri della pittura provenzale, come Enguerrand Quarton, per l'uso di colori tersi, che dai pittori lombardi, per il realismo di alcune figure. La sua linea artistica presentò affinità con Antonello da Messina e la scuola lombarda del Quattrocento durante la sua fase giovanile, mentre con la maturazione acquistò finezze vaneyckiane.
Sua prima opera certa è la Pietà fra i santi Martino e Caterina d'Alessandria eseguita per il monastero di Cimiez presso Nizza nel 1475, ove mostra una chiara ispirazione al provenzale Quarton; recenti ricerche gli attribuiscono anche la Madonna della Confraternita della Misericordia a Nizza, del 1465. Nella Crocifissione (1481, Galleria di Palazzo Bianco, Genova) è invece l'ispirazione fiamminga a Van Eyck e van der Weyden.  
Nel capoluogo ligure la prima opera documentata è l'Ascensione,  pala a fondo oro dipinta per la cappella del notaro Pietro Fazio nell’antica chiesa della Consolazione, che in origine costituiva lo scomparto centrale di un’ancona di notevoli dimensioni poi smembrata. Firmata e datata  "hoc opus impingi Ludovico Niciae natus 1483. die 17 Augusti", oggi è esposta nella Galleria Nazionale di Palazzo Spinola che ha acquistato l'opera nel 2009. Al 1483 risale la prestigiosa commissione della Madonna della Misericordia, pala per l'altare maggiore del Convento di San Domenico (Taggia), cui segue il Polittico di Santa Caterina per il medesimo convento.
Seguì la collaborazione con il pittore lombardo Vincenzo Foppa, per la realizzazione del polittico per l'altare maggiore della cattedrale di Savona, commissionato dal cardinale Giuliano della Rovere, futuro Papa Giulio II, oggi conservato nell'Oratorio di Nostra Signora di Castello. Al Brea spettano gli scomparti di destra del polittico (i santi Giovanni, Ambrogio e Agostino, Luca e Marco), che segnano una decisa svolta naturalistica nel suo stile. Nella successiva Madonna del Rosario di Taggia, la tradizionale struttura a polittico è abbandonata a favore di una scena dallo spazio unificato, mentre il fondo oro è sostituito da un paesaggio naturale.  
In Ligura svolsero la loro attività come pittori anche i fratelli di Ludovico, Pietro ed Antonio Brea (†1527), suo imitatore, e il figlio di quest'ultimo, Francesco Brea (del quale si hanno notizie tra il 1512 e il 1555). Tra i suoi allievi vanno annoverati Antonio Semino e Teramo Piaggio.

## Opere

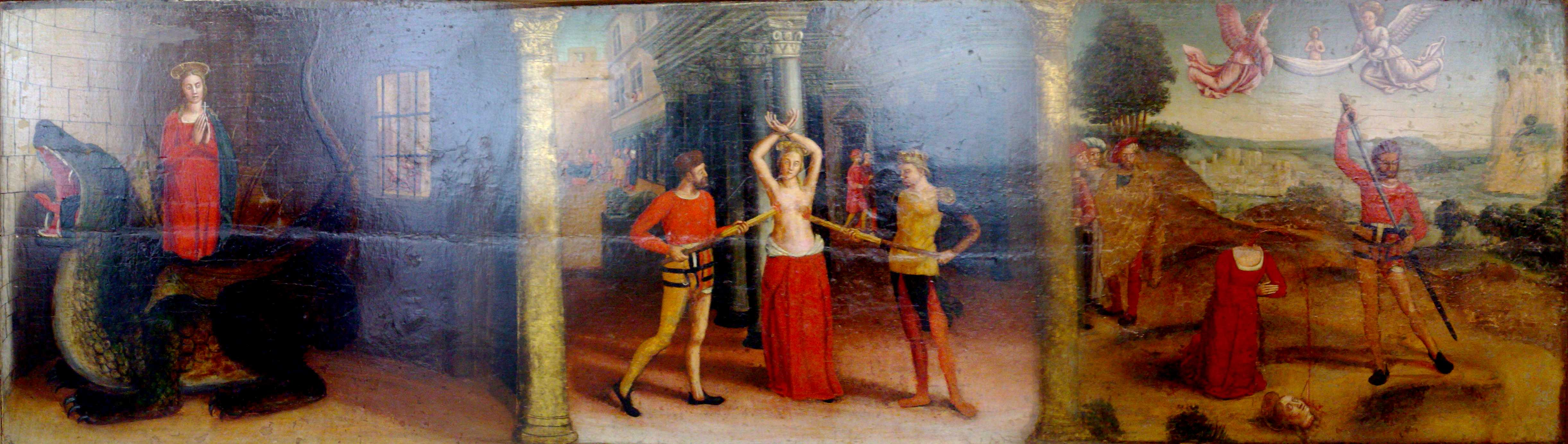
Santa-Margherita (dalla chiesa di Lucéram) - Museo di Belle Arti di Nizza

- Pietà fra i santi Martino e Caterina d'Alessandria (1475), Monastero di Cimiez (Nizza)
- Crocifissione (1481), Galleria del Palazzo Bianco, Genova.
- Ascensione (1483), Galleria Nazionale di Palazzo Spinola, Genova.
- Madonna della Misericordia (1483-84), Polittico di Santa Caterina (1488) e Battesimo di Cristo (1495), presso il convento di San Domenico, Taggia
- Maestà, chiesa di San Giovanni Battista, Les Arcs-sur-Argens
- Pala d'altare della cattedrale di Santa Maria a Savona (1490), in collaborazione con Vincenzo Foppa (attualmente conservata nell'oratorio di N.S. di castello)
- Madonna in trono con il Bambino, (1494), Konstmuseum, Göteborg
- Santa Margherita, (1498), chiesa di Santa Margherita, Lucerame
- Retablo dell'Annunciazione, (1499), chiesa della Natività della Vergine, Lieuche
- Polittico di san Nicola (1500), Cattedrale dell'Immacolata Concezione, Monaco-Ville
- Santa Devota di Dolceacqua, (c. 1500), chiesa parrocchiale di Sant'Antonio, Dolceacqua
- Annunciazione della Vergine, (c. 1500), Collegiata di San Martino, Briga Marittima
- San Giacomo Maggiore, (c. 1502), chiesa di San Giacomo Maggiore, Le Bar-sur-Loup
- Pietà, (1505), Cattedrale dell'Immacolata Concezione, Monaco-Ville
- Cristo in croce tra la Madonna e San Giovanni Evangelista, (1500-1510), Pinacoteca di Savona
- Pala d'altare di Ognissanti (1512), Santa Maria di Castello, Genova
- Crocifissione, (1512), monastero di Cimiez, Nizza
- Madonna della Misericordia, (1515), Cappella della Misericordia, Nizza (attribuzione incerta)
- Nostra Signora del Rosario, (1515), cattedrale di Antibes, Antibes
- Polittico di San Giorgio (1516), Chiesa parrocchiale di San Giovanni Battista, Montalto Ligure (Montalto Carpasio)
- Vergine (1520-1523), collegiata di San Pietro, Six-Fours-les-Plages